# Phytophthora medicaginis
Espèce
Phytophthora medicaginis est une espèce d’oomycètes pathogènes des plantes, de la famille des Peronosporaceae. 
Il est responsable d'une pourriture racinaire à Phytophthora, qui peut infecter la luzerne cultivée (Medicago sativa) et le pois chiche (Cicer arietinum).
Ce pathogène est présent dans toutes les parties du monde où la luzerne est cultivée.
Les plantes sont plus sensibles à l'agent pathogène lorsque les jeunes plantules sont, mais les plants adultes peuvent aussi être touchée par cette maladie.